# Bianca Toeps
Bianca Toeps (Leidschendam, 7 augustus 1984) is een Nederlandse auteur, fotograaf en webontwikkelaar. Ze is autistisch en schreef daarover het boek Maar je ziet er helemaal niet autistisch uit, dat in 2019 uitkwam bij Blossom Books. Het boek verscheen een jaar later in het Engels onder de titel But you don't look autistic at all, en in 2022 verscheen een Duitse versie.

## Biografie
Toeps groeide op in Zoetermeer, en verhuisde op zeventienjarige leeftijd naar Den Haag. Ze studeerde kortstondig Accountancy aan Nyenrode. Ze kreeg een eetstoornis en stopte met haar studie. Na een succesvolle behandeling studeerde ze Communicatie en Multimedia Design aan de Hogeschool Rotterdam en fotografie aan Academie voor Beeldende Kunsten Sint-Joost in Breda. Ze fotografeerde voor onder meer Monki, CosmoGIRL!, Grazia en artiesten als Aafke Romeijn en creëerde websites voor onder andere Blossom Books.
Sinds 2008 reist Toeps regelmatig naar Japan, waar ze ook fotoreportages maakt.

## Autisme
Eind 2010 kreeg Toeps op zesentwintigjarige leeftijd de diagnose autisme. Ze schreef hierover diverse blogposts en artikelen, onder meer voor Joop. Dit leidde tot haar eerste boek Maar je ziet er helemaal niet autistisch uit. In dit boek vertelt ze hoe het is om autistisch te zijn, en kaart ze vooroordelen aan die ze met het boek hoopt weg te nemen. Volgens Toeps krijgen vrouwen vaak de verkeerde diagnose, bijvoorbeeld depressie of borderline-persoonlijkheidsstoornis.
Het boek kreeg aandacht in nationale media. Toeps geeft regelmatig lezingen en interviews over autisme.
Maar je ziet er helemaal niet autistisch uit verscheen op Wereld Autisme Dag 2019 en kwam die week binnen op nummer 33 in de Bestseller 60. De week erna stond het boek op de 54e plaats.

## Bestseller 60
| Boeken met noteringen in de Nederlandse Bestseller 60 | Jaar van verschijnen | Datum van binnenkomst | Hoogste positie | Aantal weken | Opmerkingen |
| ----------------------------------------------------- | -------------------- | --------------------- | --------------- | ------------ | ----------- |
| Maar je ziet er helemaal niet autistisch uit          | 2019                 | 10-04-2019            | 33              | 2            |             |